# 馬頓灣

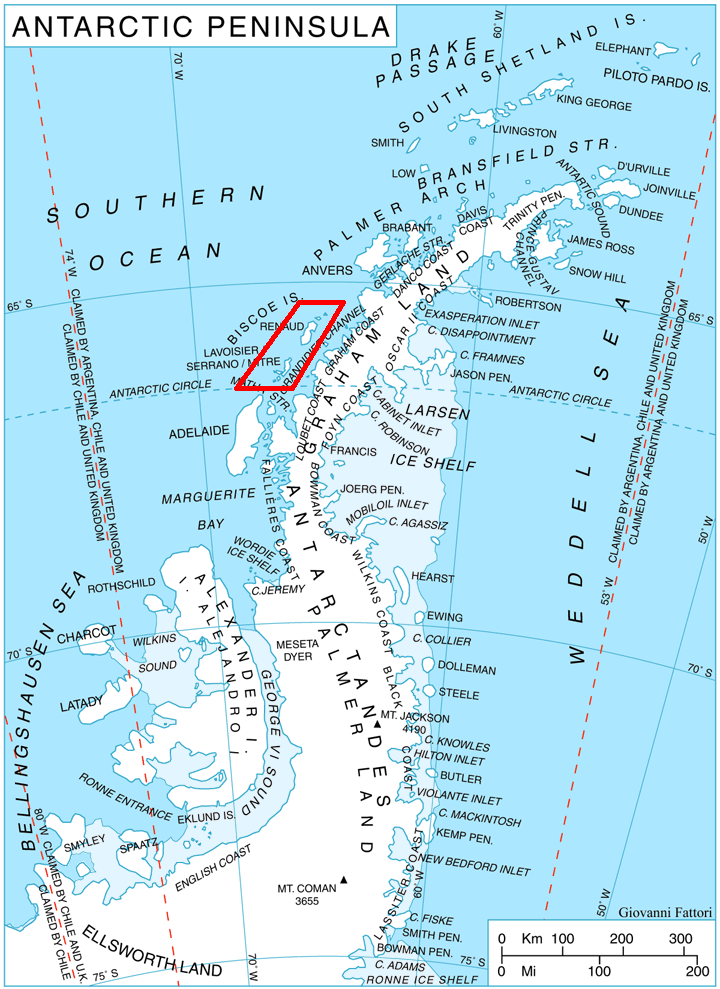

66°0′S 65°39′W / 66.000°S 65.650°W
馬頓灣（英語：Mutton Cove, Biscoe Islands），是南極洲的海灣，位於比斯科群島，處於比爾島南端東北面0.9公里，在1936年由英國探險隊繪入地圖，現時由南極條約體系管理。